# 807 Ceraskia
Ceraskia è un asteroide della fascia principale del diametro medio di circa 26,24 km. Scoperto nel 1915, presenta un'orbita caratterizzata da un semiasse maggiore pari a 3,0168970 UA e da un'eccentricità di 0,0668066, inclinata di 11,30483° rispetto all'eclittica.
Stanti i suoi parametri orbitali, è considerato un membro della famiglia Eos di asteroidi.
Il suo nome è in onore di Vitol'd Karlovič Ceraskij, un astronomo russo.